# Catenaccio

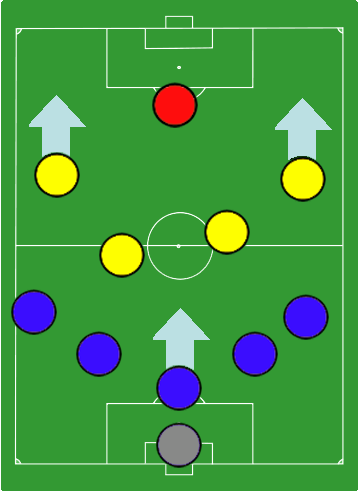
Catenaccio d'Helenio Herrera: 5-4-1

El catenaccio és un esquema de joc emprat al futbol. Va ser ideat a Itàlia cap als anys 30 i àmpliament utilitzat al futbol italià als anys 60.
És una tàctica molt defensiva, que introduïa la defensa personal on el jugador tenia assignat un rival i el cobria a tot el terreny de joc. També va establir el lliure, un defensa que jugava per darrere de la línia de quatre defenses tradicional i actuava com a últim home defensiu abans del porter.
Els màxims exponents d'aquest sistema van ser l'AC Milan de Nereo Rocco i l'Inter de Milà d'Helenio Herrera.

## Història

### Predecessors i influències
El Catenaccio italià va ser pels de verrou, sistema inventat pel tècnic austríac Karl Rappan. Com a entrenador de Suïssa en els anys 1930 i 1940, Rappan va fer jugar un defensa anomenat el verrouilleur, col·locat just per davant del porter. El sistema verrou de Rappan, proposat el 1932, quan era entrenador del Servette, es jugava amb defensors fixes, jugava a un sistema estricte de marques d'home a home, i un jugador al mig del camp que jugava la pilota juntament amb dos ales del mig camp.

### Catenaccioitalià
A la dècada de 1950, el Padova de Nereo Rocco va ser pioner al catenaccio a Itàlia, on tornaria a ser utilitzat per l'equip Internazionale de principis dels anys 60.
La tàctica de Rocco, sovint coneguda com el Catenaccio real, es va mostrar per primera vegada el 1947 amb el Triestina: el manera de funcionament més comú era una formació d'1-3-3 amb un enfocament estrictament defensiu de l'equip. Amb el catenaccio, el Triestina va acabar el torneig de la Serie A en un segon lloc sorprenent. Algunes variacions inclouen formacions d'1–4–4–1 i 1–4–3–2.
La innovació clau del Catenaccio va ser la introducció del paper d'un defensor libero (lliure), també anomenat "escombradora", que es va situar darrere d'una línia de tres defensors. El paper del lliure era recuperar pilotes soltes, anul·lar el davanter de l'adversari i marcar dobles quan fos necessari. Una altra novetat important va ser el contraatac, principalment basat en passos llargs de la defensa.
En la versió de Helenio Herrera a la dècada de 1960, quatre defensors marcats per l'home eren estretament assignats als atacants contraris mentre un jugador addicional, l'escombradora, recolliria qualsevol pilota solta que escapés de la cobertura dels defensors. L'èmfasi d'aquest sistema en el futbol italià va provocar l'augment de molts màxims defensors italians que es van fer coneguts per la seva defensa dura i despietada. Tot i això, malgrat les connotacions defensives, Herrera va afirmar poc abans de la seva mort que el sistema era més atacant del que recordava la gent, dient que “el problema és que la majoria de les persones que em van copiar em van copiar erròniament. Es van oblidar d'incloure els principis atacants que va incloure el meu Catenaccio. Tenia Picchi com a escombriaire, sí, però també tenia Facchetti, el primer que va aconseguir marcar tants gols com a davanter ”. En efecte, tot i que el seu lateral Grande Inter era conegut principalment per la seva fortalesa defensiva, eren igualment reconeguts per la seva capacitat de marcar gols amb pocs tocaments de contraatacs ràpids i sobtats, a causa de l'ús innovador d'Herrera de atacar, sobreposar-se a l'esquena completa.
El Celtic de Jock Stein va derrotar el sistema del catenaccio a la final de la Copa d'Europa de 1967. Van vèncer l'Inter de Milà per 2-1 el 25 de maig de 1967, creant la impressió blava del futbol total de Michels, una continuació del futbol lliure que va atacar Stein.
El futbol total, inventat per Rinus Michels a la dècada de 1970, va exposar febleses en la versió de Herrera del Catenaccio. Al futbol total, cap jugador no queda fixat en el seu paper nominal; qualsevol pot assumir sobre el terreny les tasques d'un atacant, un migcampista o un defensor, segons la jugada. El marcatge per si sol era insuficient per fer front a aquest sistema fluid. Els entrenadors van començar a crear un nou sistema tàctic que barrejava la marca d'home amb la defensa zonal. El 1972, l'Ajax de Michels va derrotar a l'Inter 2-0 a la final de la Copa d'Europa i els diaris holandesos van anunciar la "destrucció del Catenaccio" a mans del futbol total. El 1973, l'Ajax va derrotar l'Inter de Milà de Cesare Maldini per 6-0 a la Supercopa d'Europa, en un partit en què el sistema de Milà no va poder aturar l'Ajax.

## Ús modern delcatenaccio
El catenaccio és usat poc freqüentment per equips italians de la Sèrie A, que en canvi, actualment, prefereixen aplicar tàctiques i formacions equilibrades, sobretot utilitzant el sistema 5-3–2 o 3-5–2. La selecció italiana de futbol amb el entrenador Cesare Prandelli també va utilitzar el 3–5–2 en els seus primers enfrontaments del grup C de la Copa d'Europa de la UEFA del 2012 i després va passar a la seva formació “estàndard” 4-4–2 per a la final de la Copa d'Europa de la UEFA del 2012. Els anteriors entrenadors d'Itàlia, Cesare Maldini i Giovanni Trapattoni, van utilitzar elements del catenaccio a nivell internacional, i tots dos no van aconseguir arribar al cim. Itàlia, amb Maldini com a entrenador, va perdre els penals als quarts de final de la Copa Mundial de la FIFA de 1998, mentre que Trapattoni va perdre a la primera ronda a la Copa Mundial de la FIFA del 2002 i va perdre a la Copa d'Europa de la UEFA del 2004 durant la primera volta.
Tot i això, el catenaccio també ha tingut la seva part d'històries d'èxit. El mateix Trapattoni ho va emprar amb èxit per aconseguir un títol de Lliga portuguesa amb el Benfica el 2005. L'entrenador alemany Otto Rehhagel també va utilitzar un enfocament defensiu de la mateixa manera amb Grècia a la Copa d'Europa de la UEFA del 2004, guanyant el torneig sorprenentment malgrat que Grècia fos considerada com a perdedora abans del torneig. Dino Zoff també va servir per al bon ús del catenaccio a Itàlia, aconseguint un lloc a la final de la Copa d'Europa de la UEFA del 2000, que Itàlia només va perdre pel gol d'or de la victòria a França. Així mateix, Azeglio Vicini va conduir Itàlia a la semifinal de la Copa del Món de la FIFA del 1990 gràcies a petites victòries en cinc partits defensius de lluita dura en què Itàlia va produir poc però es va arriscar encara menys, sumant només set gols a favor i cap en contra. Itàlia perdria llavors una ajustada semifinal davant l'Argentina, en poques parts a causa d'una estratègia similar de Carlos Bilardo, que després perdria la final davant una Alemanya molt més ofensiva dirigida per Franz Beckenbauer.
De la mateixa manera, quan Itàlia es va reduir a 10 homes al minut 50 del partit de la segona ronda de la Copa Mundial de la FIFA 2006 contra Austràlia, l'entrenador Marcello Lippi va canviar la formació dels italians a una orientació defensiva que va fer que el diari britànic The Guardian notés que "la timidesa" el plantejament d'Itàlia havia fet semblar que Helenio Herrera, el sacerdot del catenaccio, havia pres possessió de l'ànima de Marcello Lippi ". L'equip de deu homes estava jugant amb un esquema de 4-3-2, a només un migcampista lluny del 4-4–2 regular.

## Llegat
Tot i que el catenaccio pur ja no és tan habitual en el futbol italià, l'associació estereotipada de tàctiques defensives despietades amb la Sèrie A i la selecció italiana continua perpetuant-se per mitjans de comunicació estrangers, particularment amb les defenses predominantment italianes de l'AC Milan dels anys noranta i la Juventus. FC a partir de la dècada del 2010 estant en el punt de mira. Rob Bagchi va escriure al diari britànic The Guardian: "Itàlia també ha produït defensors amb un excedent de capacitat, compostura i intel·ligència. Per a cada gentil hi havia un Alessandro Nesta". Crítics i futbolistes estrangers que han jugat a la Sèrie A han descrit els defensors italians com a "amos de les arts fosques" motivat per una filosofia maquiaveliana de guanyar una partida a tot preu mitjançant mètodes astuts i càlculs. L'historiador John Foot va resumir la mentalitat: "... la tàctica és una combinació de subtilesa i brutalitat. […] La "falta tàctica" és una forma de vida per als defensors italians".